# 逆瀬川

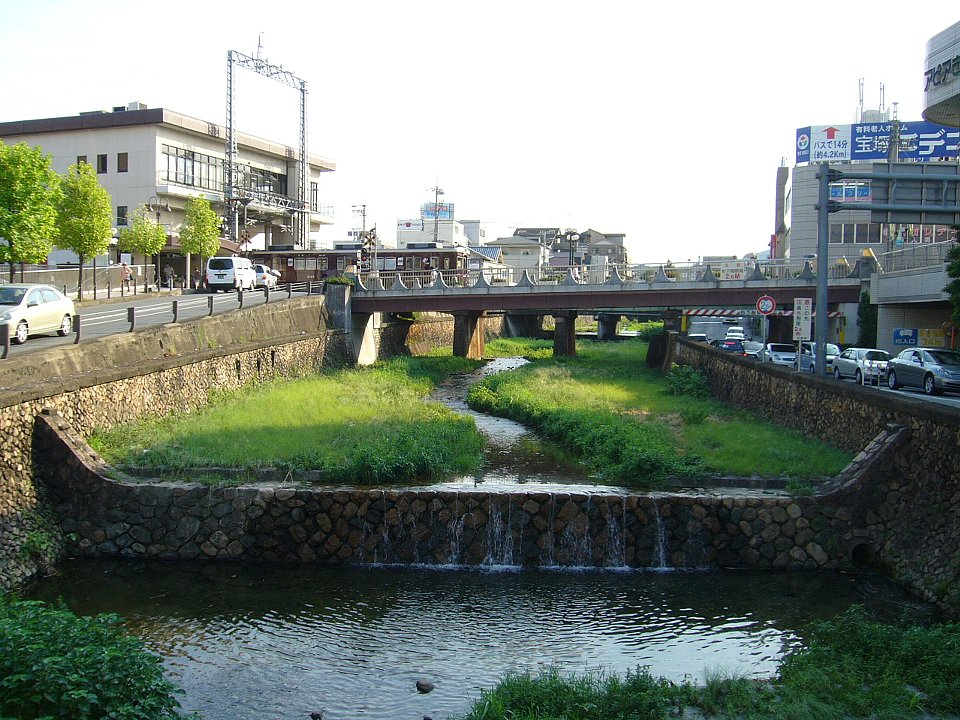
逆瀬川を渡る阪急今津線

逆瀬川（さかせがわ）は、武庫川水系の支流で兵庫県宝塚市中部を流れる二級河川。
阪急今津線逆瀬川駅周辺の地名である（逆瀬川1～2丁目）。

## 地理
六甲山地東端部の小笠峠（兵庫県宝塚市小林）に源を発し、東へ急流を下る。中流部の丘陵地帯から北東流に転じ、宝塚市中州と宝塚市末広町の境界で武庫川に注ぐ。
急流故に上流部からの土砂流動が著しく、砂防には長年の取り組みを要した。2019年に1934年ごろの赤木正雄による砂防設備は土木学会選奨土木遺産に選ばれる。

## 流域の自治体
兵庫県
宝塚市